# 이곡중학교
이곡중학교(梨谷中學校)는 대한민국 대구광역시 달서구 이곡동에 있는 공립 중학교이다.

## 학교 연혁
- 1996년 11월 9일 : 이곡중학교 설립인가
- 1998년 2월 24일 : 교사 준공(달서구 이곡동 1306-5번지)
- 1998년 3월 1일 : 초대 황대근 교장 취임
- 1998년 3월 4일 : 제1회 입학식(10학급 447명)
- 1998년 8월 27일 : 검도부 창설
- 2001년 2월 13일 : 제1회 졸업식(졸업생 487명)
- 2002년 3월 1일 : 신축 이전(32학급 증설, 달서구 이곡동 1333번지)
- 2014년 3월 3일 : 스마트교육 기반 Degital 교과서 활용 연구학교 선정
- 2018년 5월 3일 : 다목적교실(강당) 증축(~2019.01.27)
- 2021년 9월 1일 : 제11대 김효주 교장 취임
- 2022년 1월 6일 : 제22회 졸업생(120명, 누계 8,263명)
- 2022년 3월 2일 : 제25회 입학식(입학생 73명)

## 참고 자료
- 이곡중학교 - 한국교육학술정보원 학교알리미